# Gravure antivol
Le gravage antivol - ou gravure antivol - est un dispositif de protection des véhicules contre le vol. Sur les voitures françaises, ce procédé consiste à graver les 8 derniers caractères du numéro de série sur toutes les vitres du véhicule. L'organisme responsable du cahier des charges du gravage antivol en France est l'association SRA (Sécurité et réparation automobile).

## Principe
Le gravage des vitres du véhicule est réalisé grâce à un pistolet à air comprimé qui projette du corindon (sous forme de sable) sur un pochoir composé de chiffres et de lettres. Ce dispositif est ainsi infalsifiable. Les véhicules gravés sont tous enregistrés dans une base de données maintenue par le GIE ARGOS (Groupement d'assureurs français). Les agents ARGOS sont chargés de récupérer les véhicules volés aux côtés des autorités de police dans l'ensemble de l'Europe.

## Mode de commercialisation
Le gravage est souvent associé à un contrat de services et de garanties d'assurance vendu par les concessionnaires automobiles en France. Ce dispositif n'est pas une obligation légale mais certaines compagnies d'assurance peuvent encore l'imposer pour assurer un véhicule contre le vol. En France, les principales entreprises opérant sur ce marché dans l'auto sont Club Identicar, Eurodatacar, Securycar (filiale de PGA Motors) et Cabinet Bessé (Saga). Dans le secteur du deux roues, trois acteurs se partagent le marché : Club I.C.A[source insuffisante], AMV et Auvray.